# 禹王槊
禹王槊（うおうさく）は、中国神話と後世の文学作品中に登場する伝説的な長柄武器。古代聖王・禹（う）が治水事業で使用した工具が神格化されたものとされ、主に儀礼や権威の象徴として描写される。唐代以降の演義小説（『残唐五代史演義』『明英烈』等）では、李存孝（りそんこう）や常茂（じょうも）ら猛将の武器として「無双の威力」が強調された。

## 歴史的起源
禹王槊の起源は主に二つの側面から構成される：
神話的基盤
Quotation|古代聖王・禹が治水事業で使用した工具（『拾遺記』卷二「夏禹」条に記載の「開山斧」）が武器として再解釈された。道教儀礼では「山川鎮めの神器」とされ、洞窟や河川への奉納儀式が行われる。
名称の成立
「槊」は中国の長柄武器総称。「禹王」の称号は治水神話と王権神授思想の結合を反映し、唐代以降に定着した。

## 文学的発展

### 1. 唐末五代の英雄叙事
『残唐五代史演義』
李存孝が「八百斤の禹王槊」（約480kg）を軽々と揮う描写。その怪力は「五馬分屍（車裂き）でも死なず」という伝説的要素と結びつく。
戦闘描写の特徴
鉄製の長柄に「手形（拳・掌・指）」を鋳造した構造。敵を捕捉・打砕する機能が誇張される。

### 2. 明代演義小説の再創造
『明英烈』
架空の武将・常茂が「鉄製禹王槊」を使用。先端の手形で敵兵器を奪う滑稽な戦闘描写が特徴。
武器の象徴性
重量・破壊力の非現実性は「英雄の超越性」を表現する修辞装置となる。

## 文化的意義
権威の可視化
道教祭祀で用いられる儀仗兵器として、禹の治水神話と帝王の正統性を結びつける。
民間信仰の媒介
河川災害を「水妖の祟り」と解釈する民間伝承において、禹王槊は鎮圧の象徴として奉納された。

## 関連人物
| 人物   | 時代         | 出典               | 役割                                         |
| ------ | ------------ | ------------------ | -------------------------------------------- |
| 李存孝 | 唐末         | 『残唐五代史演義』 | 伝説的猛将・禹王槊の「非現実的怪力」の体現者 |
| 常茂   | 明代（架空） | 『明英烈』         | 滑稽な怪力武将・武器の多機能性を強調         |